# Língua parauana
O parawana é uma língua extinta da família linguística arawak falada no rio Wanawaua (hoje rio Anauá), um afluente do baixo rio Branco, no Brasil.

## Vocabulário
Vocabulário parawana (flora, fauna e artefatos culturais) coletado por Johann Natterer (1832):
| Português      | Parawana                    |
| -------------- | --------------------------- |
| tatu           | malula                      |
| anta           | watʃahi                     |
| vaca           | paka                        |
| queixada       | utsabɨ                      |
| caititu        | pakö͂na                      |
| veado          | booʃu + malayu              |
| onça           | ɨtʃawɨ                      |
| onça-parda     | boʃo-dʒi (boʃo “veado”)     |
| cão            | kako-tʃi / keku-tʃi (karib) |
| boto           | amana                       |
| peixe-boi      | ʃaböna                      |
| pato           | uluma                       |
| pomba          | udukua                      |
| mutum          | hawiti + witʃo              |
| galo           | kalaka                      |
| urubu          | kumu                        |
| urubu-rei      | iniana                      |
| gavião         | kukui                       |
| arara-vermelha | anna                        |
| arara-amarela  | kaʃaun                      |
| papagaio       | walu                        |
| inambu         | mami                        |
| jacaré         | könandu                     |
| jabuti         | un͂ü                         |
| tartaruga      | miʃa                        |
| peixe          | bɨ                          |
| piraíba        | kamúü                       |
| surubim        | ko͂nörʃü                     |
| arraia         | iia                         |
| bacaba         | mahöʃi                      |
| açaí           | manaka                      |
| batata-doce    | kaʃɨ                        |
| melancia       | patöüia (< patilla)         |
| cará           | tʃöʃu                       |
| mandioca       | dʒan / tʃan                 |
| maniva         | wakana                      |
| beiju          | wati                        |
| tapioca        | ewe                         |
| capim          | maweti                      |
| milho          | iwatʃi                      |
| curare         | huödi                       |
| paricá         | koʃuhata                    |
| banana         | balulu                      |
| feijão         | apukaba                     |
| tabaco         | tʃamé                       |
| cachimbo       | paipa                       |
| arco           | kulapana                    |
| flecha         | tʃaköü                      |
| bruxo          | bahoana + takomiki          |
| buzina         | kowidi                      |
| canoa          | kanawa                      |
| caxiri         | tʃoopi                      |
| chumbo         | pirooto                     |
| demônio        | tʃötee                      |
| Deus           | Mawali                      |
| espingarda     | mokawa                      |
| faca           | malia                       |
| machado        | -toba + balu                |
| panacu         | no(-)katʃedi                |
| pólvora        | kulupara                    |
| pote           | kantamatʃa                  |
| camuti         | iwatu                       |
| rede           | no ita                      |
| remo           | no(-)nükɨna                 |
| terçado        | katʃupala                   |
| zarabatana     | kobina                      |

## Comparação lexical
Algumas semelhanças lexicais entre o parawana e o aroaqui (Ramirez 2019: 562; 2020: 36):
| Português        | Parawana | Aroaqui |
| ---------------- | -------- | ------- |
| anta             | watʃahi  | waʃapi  |
| porco-do-mato    | utsabi   | uʃabi   |
| veado            | booʃu    | botʃu   |
| cará (tubérculo) | tʃöʃu    | ditʃu   |